# Ephraim Kishon
Ephraim Kishon (hebraico: אפרים קישון‎, Budapeste, 23 de agosto de 1924 – Appenzell, Suíça, 29 de janeiro de 2005) foi um escritor, roteirista, dramaturgo e diretor de cinema húngaro-israelense. Ele foi um dos satiristas contemporâneos mais lidos do mundo. 
Foi o primeiro cineasta de Israel cujos filmes foram nomeados para o Oscar e venceram um Globo de Ouro (com Sallah Shabati em 1965 e Ha-Shoter Azulai em 1972). Em 2002 recebeu o Prémio Israel.